# 朝天關遺址
朝天關遺址位於四川省廣元市朝天區，文物遺址年代判定為唐至民國。2012年7月16日公佈為第八批四川省文物保護單位。

## 簡介[2]
朝天關遺址位於四川省廣元市朝天區朝天鎮樓房村三組，嘉陵江東岸朝天嶺上，占地面積約6000平方公尺。756年，唐玄宗避“安史之亂”入蜀住跸而取名朝天鎮，又因出入四川的古驛道必經“山從人面起，雲傍馬蹄生”的險峰峻嶺得名朝天嶺，由此而設朝天關。現存古驛道長約2000公尺，青石板鋪就，寬一般為2-3.5公尺，途中還有“元軍建契”石刻、攔馬石、拴馬石、門檻石、石凳等遺跡。關口曾設關樓、張獻忠殺士台、褒忠祠、皇恩寺等，現存清《曾修廣邑道記事》碑2通及關樓等遺跡。朝天關是古蜀道（古金牛驛道）的重要組成部分，與嶺下的明月峽古棧道並駕齊驅是溝通南北的重要通矍和關隘，是極其重要的軍事要塞。是研究先秦中原文化與巴蜀文化融合的重要史證，對研究古代交通史、文化史和人類社會發展史、軍事戰爭史、築路工程技術等領域都具有較高的歷史價值，特別對於研究當時的社會生活、南北交流以及築路技術等都具有極其重要的意義。1991年，朝天關遺址被朝天區人民政府公佈為區（縣）級文物保護單位。